# Pariul ateului
Pariul ateului, formulat de filosoful Michael Martin și publicat în cartea sa din 1990 Atheism: A Philosophical Justification, este un răspuns ateist la pariul lui Pascal despre existența lui Dumnezeu.
O variantă a Pariului ateului sugerează că, întrucât un dumnezeu bun și iubitor ar recompensa faptele bune – și, dacă nu există niciun dumnezeu, aceste fapte ar lăsa totuși o moștenire pozitivă – ar trebui să trăiești o viață morală fără să te bazezi pe religie. O altă interpretare sugerează că un dumnezeu ar putea recompensa necredința onestă și ar putea pedepsi credința necinstită în divinitate.

## Explicație
Pariul lui Martin susține că, analizând opțiunile privind modul de a trăi, există următoarele posibilități:
- Poți trăi o viață bună și să crezi într-un dumnezeu; dacă un dumnezeu binevoitor există, vei merge în rai, câștigul tău fiind infinit.
- Poți trăi o viață bună fără să crezi într-un dumnezeu; dacă un dumnezeu binevoitor există, vei merge în rai, câștigul tău fiind infinit.
- Poți trăi o viață bună și să crezi într-un dumnezeu, dar dacă nu există un dumnezeu binevoitor, vei lăsa o moștenire pozitivă lumii, câștigul fiind finit.
- Poți trăi o viață bună fără să crezi într-un dumnezeu; dacă nu există un dumnezeu binevoitor, vei lăsa o moștenire pozitivă lumii, câștigul fiind finit.
- Poți trăi o viață rea și să crezi într-un dumnezeu; dacă un dumnezeu binevoitor există, vei merge în iad, pierderea ta fiind infinită.
- Poți trăi o viață rea fără să crezi într-un dumnezeu; dacă un dumnezeu binevoitor există, vei merge în iad, pierderea ta fiind infinită.
- Poți trăi o viață rea și să crezi într-un dumnezeu, dar dacă nu există un dumnezeu binevoitor, vei lăsa o moștenire negativă lumii, pierderea fiind finită.
- Poți trăi o viață rea fără să crezi într-un dumnezeu; dacă nu există un dumnezeu binevoitor, vei lăsa o moștenire negativă lumii, pierderea fiind finită.

Următorul tabel arată valorile atribuite fiecărui rezultat posibil:
|                          | Un zeu binevoitor există       | Un zeu binevoitor există | Nu există un zeu binevoitor    | Nu există un zeu binevoitor |
| Credința în Dumnezeu (B) | Fără credință în Dumnezeu (¬B) | Credința în Dumnezeu (B) | Fără credință în Dumnezeu (¬B) |                             |
| ------------------------ | ------------------------------ | ------------------------ | ------------------------------ | --------------------------- |
| Viață bună (L)           | +∞ (Rai)                       | +∞ (Rai)                 | +X (moștenire pozitivă)        | +X (moștenire pozitivă)     |
| Viață rea (¬L)           | −∞ (Iad)                       | −∞ (Iad)                 | −X (moștenire negativă)        | −X (moștenire negativă)     |

Conform acestor opțiuni, Martin argumentează că trăirea unei vieți bune domină clar trăirea unei vieți rele, indiferent de credința într-un dumnezeu. În acest context, faptul de a crede sau nu într-un dumnezeu nu afectează rezultatul final, subliniind că o viață morală și benefică este alegerea optimă.